# It's No Good
Singles de Depeche Mode
Barrel of a Gun
(1997) Home
(1997)
Pistes de Ultra
Home
(3) Uselink
(5)
It's No Good est le 32e single de Depeche Mode, sorti le 31 mars 1997 (le 15 avril aux États-Unis), deuxième extrait de l'album Ultra. Le titre a atteint à son apogée la 5e place du classement britannique des meilleures ventes de single. La jaquette affiche une fleur de lys placée à l'envers.

## Informations
It's No Good est une chanson morose rythmée, faisant grande place aux synthétiseurs, à la différence du précédent single Barrel of a Gun qui mettait en avant les guitares saturées et la batterie. Le titre a des allures charnelles avec un hook assez clair dans le refrain:
« Don't say you want me (Ne dis pas que tu me veux)

Don't say you need me (Ne dis pas que tu as besoin de moi)

Don't say you love me (Ne dis pas que tu m'aimes)

It's understood (C'est entendu) »
La chanson a eu un énorme succès lors de son apparition, notamment sur la radio américaine et MTV. C'est devenu un classique du groupe et a ainsi été joué à toutes les tournées du groupe depuis son apparition, à l'exception du "Touring the Angel" de 2006. Le "Speedy J Mix" est apparu sur la compilation de remixes du groupe sorti en 2004, Remixes 81–04, tout comme le "Club 69 Future Mix" (remix de Peter Rauhofer) qui n'avait été sorti au préalable qu'en version promo.
La face B est un instrumental intitulé Slowblow. C'est la dernière face B de la période Ultra, faisant de l'album le premier de Depeche Mode à ne pas contenir de face B avec des paroles que ce soit sous forme de remix ou de titre inédit. Slowblow comme son nom l'indique, a un rythme lent et est assez morose.
Le clip de It's No Good a été réalisé par Anton Corbijn. Il voit ce dernier avec un fort accent hollandais, introduire les membres devant jouer It's Too Good. Le groupe a des apparences très funky pendant le clip, surtout Dave Gahan, et semble incarner un groupe se vendant pour plusieurs représentations dans des petits clubs n'attirant guère la foule. Les costumes du groupe ont été réalisés par le couturier Jean Paul Gaultier.  Une autre version pour le clip "It's No Good" existe, elle est apparue en 2001, servant d'écran de projection pour la chanson à l'occasion de l'Exciter Tour. On y voit Dave Gahan prendre son petit-déjeuner dans un bar-restaurant, tentant d'éviter tant bien que mal les approches et postures suggestives de la plantureuse serveuse.
Le groupe a interprété la chanson le 15 mai 1997 au The Tonight Show de Jay Leno, représentation qui est disponible sur le site officiel du groupe. C'était la première fois depuis 1988 que DM interprétait une chanson à la télé américaine, la dernière fois était pour une interprétation de "Strangelove". Le 'Hardfloor Mix' de la chanson peut être brièvement entendu dans un épisode de Friends, Celui qui n'avait pas le moral.
Chevelle a repris "It's No Good" en 2002, version disponible sur l'édition Deluxe de "Wonder What's Next".

## Liste des chansons
- Toutes les chansons sont l'œuvre de Martin L. Gore.

| Vinyle 12"Mute / 12Bong26 : 1. "It's No Good (Hardfloor Mix)" (6:44) 2. "It's No Good (Speedy J Mix)" (5:01) 3. "It's No Good (Motor Bass Mix)" (?:??) 4. "It's No Good (Andrea Parker Mix)" (6:12) 5. "It's No Good (Bass Bounce Mix)" (7:14) (remixé par Dom T) - Le "Motor Bass Mix" est une version éditée vinyle, et pas la même présente sur les CD. CDMute / CDBong26 : 1. "It's No Good" (6:00) 2. "Slowblow (Darren Price Mix)" (6:29) 3. "It's No Good (Bass Bounce Mix)" (7:14) 4. "It's No Good (Speedy J Mix)" (5:01) CDMute / LCDBong26 : 1. "It's No Good (Hardfloor Mix)" (6:44) 2. "Slowblow" (5:27) 3. "It's No Good (Andrea Parker Mix)" (6:12) 4. "It's No Good (Motor Bass Mix)" (3:47) Promo Vinyle 12"Mute / PL12Bong26 : 1. "It's No Good (Club 69 Future Mix)" (8:35) 2. "It's No Good (Club 69 Future Dub)" (7:06) 3. "It's No Good (Club 69 Funk Dub)" (5:06) CD Radio PromoMute / RCDBong26) : 1. "It's No Good (Radio Edit)" (4:06) 2. "It's No Good (Album Version)" (5:58) Promo CDMute / XLCDBong26 : 1. "It's No Good (Live)" (4:07) CDMute / CDBong26X : 1. "It's No Good" (5:59) 2. "Slowblow" (5:27) 3. "It's No Good (Bass Bounce Mix)" (7:14) 4. "It's No Good (Speedy J Mix)" (5:01) 5. "It's No Good (Hardfloor Mix)" (6:44) 6. "Slowblow (Darren Price Mix)" (6:29) 7. "It's No Good (Andrea Parker Mix)" (6:12) 8. "It's No Good (Motor Bass Mix)" (3:47) - Ce CD est la ressortie de 2004. | Vinyle 7"Reprise / 17390-7 : 1. "It's No Good" (5:58) 2. "Slowblow" (5:25) CDReprise / 17390-2 : 1. "It's No Good" (5:58) 2. "Slowblow (Darren Price Mix)" (6:29) 3. "It's No Good (Bass Bounce Mix)" (7:14) CDReprise / 9 43845-2 : 1. "It's No Good" (5:58) 2. "It's No Good (Hardfloor Mix)" (6:43) 3. "Slowblow" (5:24) 4. "It's No Good (Speedy J Mix)" (5:05) 5. "It's No Good (Bass Bounce Mix)" (7:15) Promo vinyle 12"Reprise / PRO-A-8662-A : 1. "It's No Good (Speedy J Mix)" (5:04) 2. "It's No Good (Hardfloor Mix)" (6:44) 3. "It's No Good (Club 69 Future Mix)" (8:05) 4. "It's No Good (Club 69 Future Dub)" (7:06) 5. "It's No Good (Club 69 Funk Dub)" (5:06) - Le "Club 69 Future Mix" sur la version promo américaine est plus courte que la version européenne, malgré le fait que le label ait affirmé (et à tort) que les deux versions sont de même longueur. Promo CDReprise / PRO-CD-8662 : 1. "It's No Good (Radio Edit)" (4:01) 2. "It's No Good" (5:59) CD-RReprise / n/a : Plusieurs versions de la sorte existent, avec différentes listes de chansons, chacune avec au moins une ou deux chansons parmi les suivantes : 1. "It's No Good (Club 69 Mix/Brat Radio Edit)" (4:08) 2. "It's No Good (Dom T Mix/Brat Radio Edit)" (3:52) 3. "It's No Good (Hardfloor Mix/Brat Radio Edit)" (3:18) |

## Classements
| Classement (1997)                               | Meilleure position |
| ----------------------------------------------- | ------------------ |
| Allemagne (Media Control AG)                    | 5                  |
| Australie (Kent Music Report)                   | 52                 |
| Autriche (Ö3 Austria Top 40)                    | 28                 |
| Belgique (Flandre Ultratip 100)                 | 1                  |
| Belgique (Flandre Ultratop 50 Singles)          | 43                 |
| Belgique (Wallonie Ultratop 50 Singles)         | 14                 |
| Canada (100 Hit Tracks)                         | 36                 |
| Canada (Alternative 30)                         | 2                  |
| États-Unis (Adult Top 40)                       | 31                 |
| États-Unis (Billboard Hot 100)                  | 38                 |
| États-Unis (Hot Dance Club Play)                | 1                  |
| États-Unis (Hot Dance Music/Maxi-Singles Sales) | 13                 |
| États-Unis (Modern Rock Tracks)                 | 4                  |
| Finlande (Suomen virallinen lista)              | 5                  |
| Irlande (IRMA)                                  | 13                 |
| Italie (FIMI)                                   | 2                  |
| Norvège (VG-lista)                              | 11                 |
| Pays-Bas (Single Top 100)                       | 50                 |
| Pologne (Classements Singles)                   | 10                 |
| Royaume-Uni (UK Singles Chart)                  | 5                  |
| Suède (Sverigetopplistan)                       | 1                  |
| Suisse (Schweizer Hitparade)                    | 30                 |

| Classement (1997)                  | Position |
| ---------------------------------- | -------- |
| Canada (Top 50 Alternative Tracks) | 26       |
| Italie (FIMI)                      | 49       |

## Dans la culture populaire
La chanson est présente dans le film Aquaman (2018).